# Dannemarie (Yvelines)
Dannemarie település Franciaországban, Yvelines megyében. Lakosainak száma 226 fő (2022. január 1.). Dannemarie Boutigny-Prouais, Bourdonné és Maulette községekkel határos.

## Népesség
A település népességének változása:
| Lakosok száma | 229  | 204  | 194  | 202  | 209  | 217  | 223  | 226  |
|               | 2013 | 2015 | 2017 | 2018 | 2019 | 2020 | 2021 | 2022 |